# Sant Chafrei
Sant Chafrei [sã tʃaˈfʁɛj] (en francès Saint-Chaffrey) és un municipi francès situat al departament dels Alts Alps i a la regió de Provença – Alps – Costa Blava.

## Demografia
| 1793                                       | 1856 | 1962 | 1968 | 1975 | 1982  | 1990  | 1999  | 2006  | 2014  |
| ------------------------------------------ | ---- | ---- | ---- | ---- | ----- | ----- | ----- | ----- | ----- |
| 963                                        | 1366 | 844  | 831  | 947  | 1.287 | 1.424 | 1.569 | 1.706 | 1.645 |
| Des de 1962: població sense dobles comptes |      |      |      |      |       |       |       |       |       |

## Administració
| Període             | Identitat            | Partit        |
| ------------------- | -------------------- | ------------- |
| 1971-1977           | Pierre Chauvin       | Divers droite |
| 1977-1989           | Georges Kouyoumdjian | PS            |
| 1989-1995           | Paul Blanchard       |               |
| 1995-2001           | Henri Raoux          |               |
| 2001-2008           | Edith Faure-Vincent  |               |
| 2008-2014           | Henri Raoux          |               |
| 2014-febrer de 2016 | Jean-Luc Neveu       | Divers gauche |
| juliol de 2016-2020 | Catherine Blanchard  |               |
| juliol de 2020-     | Corinne Chanfray     |               |

## Tour de França
Moltes etapes del Tour de França s'han desenvolupat a Sant Chafrey :
Arribades
| Any  | Etapa | Lloc de Sortida | Guanyador            |
| ---- | ----- | --------------- | -------------------- |
| 1974 | 11    | Aix-les-Bains   | Vicente Lopez-Carril |
| 1975 | 16    | Barceloneta     | Bernard Thévenet     |
| 1986 | 17    | Gap             | Eduardo Chozas       |
| 1993 | 10    | Villard-de-Lans | Tony Rominger        |

Sortides
| Any  | Etapa | Lloc d'arribada | Guanyador      |
| ---- | ----- | --------------- | -------------- |
| 1980 | 17    | Morzena         | Mario Martinez |
| 1993 | 11    | Isola 2000      | Tony Rominger  |